# 菊河镇
菊河镇，原为菊河乡，是中华人民共和国四川省绵阳市三台县曾经下辖的一个镇。2019年12月，撤销菊河镇，将其所属行政区域划归观桥镇管辖。

## 行政区划
菊河镇撤销前下辖以下地区：
社区、五圣村、蔡家村、同春村、马岑村、望君村、乔家村、皇城村和跑马村。